# Denderleeuw
Denderleeuw là một đô thị ở tỉnh Oost-Vlaanderen. Đô thị này bao gồm các thị xã Denderleeuw, Iddergem và Welle. Tại thời điểm ngày 1 tháng 1 năm  2006 Denderleeuw có tổng dân số 17.357 người. Tổng diện tích là 13,77 km² với mật độ dân số là 1260 người trên mỗi km². 